# Oznaczenia poziome na boisku do koszykówki
Ten artykuł opisuje zagadnienie koszykarskie zgodne z normami FIBA.
Zasady w ligach NBA, NCAA lub innych mogą różnić się od tutaj przedstawionych.

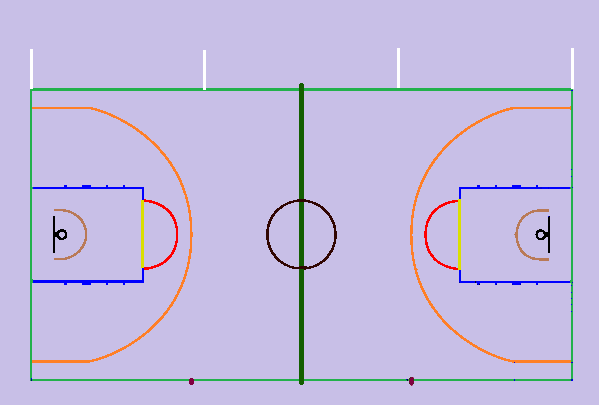
Oznaczenia na schemacie: jasnozielone – linie ograniczające boisko; ciemnozielone – linia środkowa boiska; brązowe – koło środkowe; pomarańczowe – linia 6,75; beżowe – półkola podkoszowe; czerwone – półkole rzutów wolnych; żółte – linia rzutów wolnych; fioletowy – linie wprowadzenia niebieskie – linie wyznaczające obszar ograniczony; białe – linie wyznaczające strefy ławek drużyn.

Oznaczenia poziome na boisku do koszykówki – białe linie namalowane na parkiecie boiska. Każda linia ma swoją nazwę oraz pełni swoją rolę. Słowo "linia" w koszykówce może oznaczać zarówno prostą, jak i krzywą.
Wszystkie linie powinny być w kolorze białym i mieć 5 cm szerokości.

## Linie ograniczające
Linie ograniczające (inaczej: linie autu) – linie wyznaczające boisko do gry w koszykówkę, wytyczając obszar rozmiarów 28m na 15m mierzone od wewnętrznych krawędzi linii ograniczających. Same linie ograniczające nie są wliczane do obszaru boiska.

### Linie końcowe
Linie końcowe – linie ograniczające boisko za koszami. Ograniczają długość boiska do 28 metrów. Nie stanowią części boiska do gry.

### Linie boczne
Linie boczne – linie ograniczające boisko po bokach. Ograniczają szerokość boiska do 15 metrów. Nie stanowią części boiska do gry.

## Linia środkowa boiska
Linia środkowa boiska – linia wyznaczona równolegle do linii końcowych boiska, przechodząca przez środki długości linii bocznych i wykraczająca poza wewnętrzny obszar boiska do koszykówki po 15 centymetrów z każdej strony boiska. Linia środkowa boiska zaliczana jest do pola obrony.

## Koło środkowe
Koło środkowe – to koło znajdujące się na środku boiska o promieniu 180 centymetrów. Służy do wykonywania rzutu sędziowskiego na początku pierwszej kwarty meczu.

## Linia 6,75
Linia 6,75 (inaczej: linia rzutów za 3 punkty; do roku 2004 – linia 6,25) – łuk wyznaczający obszar na boisku od którego celny rzut do kosza ma wartość 3 punktów. Znajduje się w odległości 6,75 m od rzutu prostopadłego środka obręczy kosza na płaszczyznę boiska (który powinien znajdować się w odległości 1,575 m od wewnętrznej krawędzi linii końcowej boiska). Łuk zamienia się w prostą prostopadłą do krawędzi bocznej boiska, gdy znajduje się w odległości 0, 9m od tejże krawędzi.

## Półkole podkoszowe
Półkola podkoszowe (inaczej: półkola bez szarży) – obszar pod koszem, w którym w pewnych sytuacjach dozwolone jest szarżowanie.
Obszar wyznaczany jest poprzez półkole o promieniu 1,25 m, mierzonym od punktu na podłożu, który znajduje się dokładnie pod środkiem kosza do wewnętrznej krawędzi linii półkola oraz poprzez połączone do półkoli dwie równoległe linie, które są prostopadłe do linii
końcowej, a ich wewnętrzne krawędzie są oddalone od punktu na podłożu, który jest dokładnie pod środkiem kosza o 1,25 m. Ich długość wynosi 0,375 m, a końce są oddalone od linii końcowej o 1,2 m. Obszary półkoli bez szarży są zamknięte przez wyimaginowana linię łączącą końce linii równoległych półkoli znajdującą się dokładnie pod przednią krawędzią tablicy kosza. Linie półkoli bez szarży nie należą do obszarów półkoli bez szarży.

## Półkole rzutów wolnych
Półkola rzutów wolnych – półkola o promieniu 180 cm znajdujące się nad obszarami ograniczonymi, których środki są jednocześnie środkami linii rzutów wolnych.

## Linia rzutów wolnych
Linia rzutów wolnych – linia wyznaczająca obszar ograniczony z góry, nad którą stoi zawodnik podczas wykonywania rzutów wolnych, a jej przekroczenie podczas oddawania rzutu wolnego jest błędem. Linie rzutów wolnych długości 360 cm, oddalone są od wewnętrznych krawędzi linii końcowych boiska na odległość 580 cm.

## Linia wprowadzenia
Linie wprowadzenia – linie znajdujące się po przeciwnej stronie boiska od linii wyznaczających strefy ławek drużyn i służą do określenia miejsca, z którego w pewnych sytuacjach zawodnik ma wprowadzić piłkę do gry. Ma 15 cm długości i znajduje się 8,325 m od linii końcowej boiska.

## Linie wyznaczające obszar ograniczony

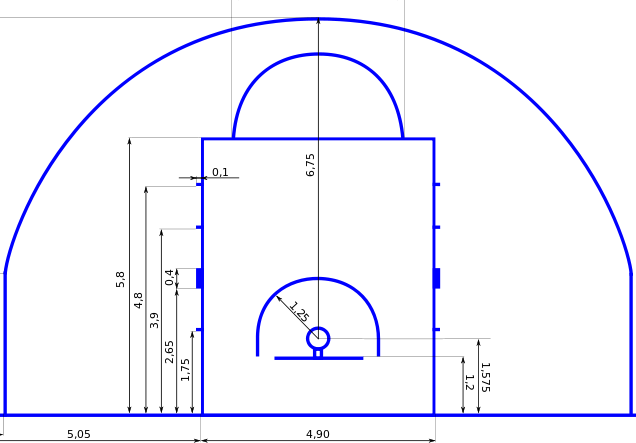
Szczegółowe długości poszczególnych linii obszaru ograniczonego

Linie wyznaczające obszar ograniczony – wyznaczają strefę w której obowiązuje zasada 3 sekund oraz specjalne niewielkie linie znajdujące się przy liniach wyznaczających obszar ograniczony, ustalają miejsca w których mają stać zawodnicy obu drużyn podczas wykonywania rzutów wolnych.

## Linie  wyznaczające strefy ławek drużyn
Linie wyznaczające strefy ławek drużyn – znajdują się tylko po tej stronie boiska, po której znajdują się ławki drużyn, oraz stolik sędziowski. Linia 1. i 2. wyznaczają obszar ławki drużyny A, linia 2. i 3. wyznaczają obszar dla stolika sędziowskiego, a linie 3. i 4. wyznaczają obszar ławki drużyny B.